# Timarco

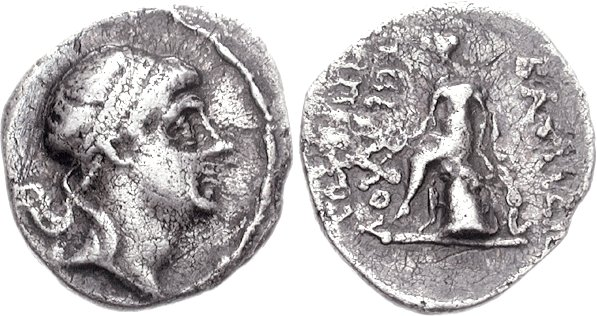

Timarco (in greco antico: Τίμαρχος?, Tímarchos; ... – 160 a.C.) è stato un usurpatore dell'Impero seleucide dal 163 al 160 a.C.

## Origini
Originario della città greca di Mileto, fu collaboratore del re Antioco IV Epifane che, al momento della sua ascesa al trono (175 a.C.), lo nominò satrapo della Media, nell'Iran occidentale; contemporaneamente, suo fratello Eraclide otteneva il ruolo di ministro delle finanze. Timarco approfittò dei disordini che seguirono la morte di Antioco IV per acquistare sempre più indipendenza nei territori sotto il suo controllo.

## Breve regno e sconfitta
Nel 162 a.C. Demetrio I, figlio di Seleuco IV, divenne re facendo uccidere Antioco V, il figlio ancora bambino di Antioco IV, e il suo tutore Lisia. Quest'atto fu probabilmente la provocazione che indusse Timarco a rendersi indipendente e dichiararsi a sua volta re: egli estese la sua autorità fino a Babilonia e raccolse un'armata, ma nel 160 a.C. venne sconfitto e ucciso da Demetrio I.
Poco si conosce sul regno di Timarco da parte delle fonti letterarie. Sulle sue monete egli introdusse l'epiteto Basileus Megas ("Gran Re") che era il titolo tradizionale utilizzato degli Achemenidi e potrebbe riflettere lo sforzo di ottenere il supporto da parte della popolazione orientale, in un momento in cui il regno seleucide stava perdendo terreno in Iran.
Timarco fu vendicato dal fratello Eraclide, che sostenne successivamente la causa dell'usurpatore Alessandro I Bala, il quale si dichiarava figlio di Antioco IV. Eraclide convinse infatti il Senato romano a sostenere le pretese di Bala contro Demetrio I, che nel 150 a.C. fu sconfitto e ucciso.

### Fonti antiche
- Diodoro Siculo, Biblioteca storica, XXXI 27a.
- Appiano, Syriaka Archiviato il 19 novembre 2015 in Internet Archive., 45; 47.
- Pompeo Trogo, Storie filippiche, prologo XXXIV.

### Fonti storiografiche moderne
- (FR)  Édouard Will, Histoire politique du monde hellénistique - Tome 2 : Des avènements d'Antiochos III et de Philippe V à la fin des Lagides, Nancy 19792, p. 367-369.